# 吉春
吉春（1934年8月11日—），柬埔寨政治家。
吉春出生于桔井省川龙县的中产阶级家庭，是柬埔寨华人混血儿。1951年前往金边，就读于西索瓦高中。1954年前往法国留学。在那里，他第一次接触到了共产主义思想。他虽然受到吸引，但决定不加入马克思主义团体。
吉春于1961年回国，参与国内公共工程的建设，他的才能获得诺罗敦·西哈努克的注意，被任命为磅湛大学校长。1967年被任命为工程部大臣。1970年朗诺政变发生后，因对美军不断轰炸的不满，吉春支持西哈努克，被西哈努克任命为柬埔寨王国民族团结政府的首相府大臣。1975年红色高棉夺取政权后，吉春跟随英萨利等人回到柬埔寨。他虽在民主柬埔寨的外交部继续任职，但因为有一个越南妻子而成为审查对象。在越南入侵的时候，吉春夫妇与两个孩子被确定将于1979年1月10日关进S-21监狱进行审问。然而越南人民军于1月6日就已经逼近金边，吉春没有被问罪，他跟随西哈努克亲王前往北京。
吉春于1979年在古巴第一次与洪森见面，他评价洪森是“一个十分聪明的人”。但他决定留在法国巴黎。1992年回到柬埔寨，并加入柬埔寨人民党。1993年任柬埔寨国政府顾问兼国务大臣，主政复兴和发展事务。1994年被任命为财经部长。2004年兼任国务大臣。2008年起就任副总理。2013年卸任财经部长职务。2016年卸任副总理职务，2018年自政坛退隐。